# Bayi (Großgemeinde)

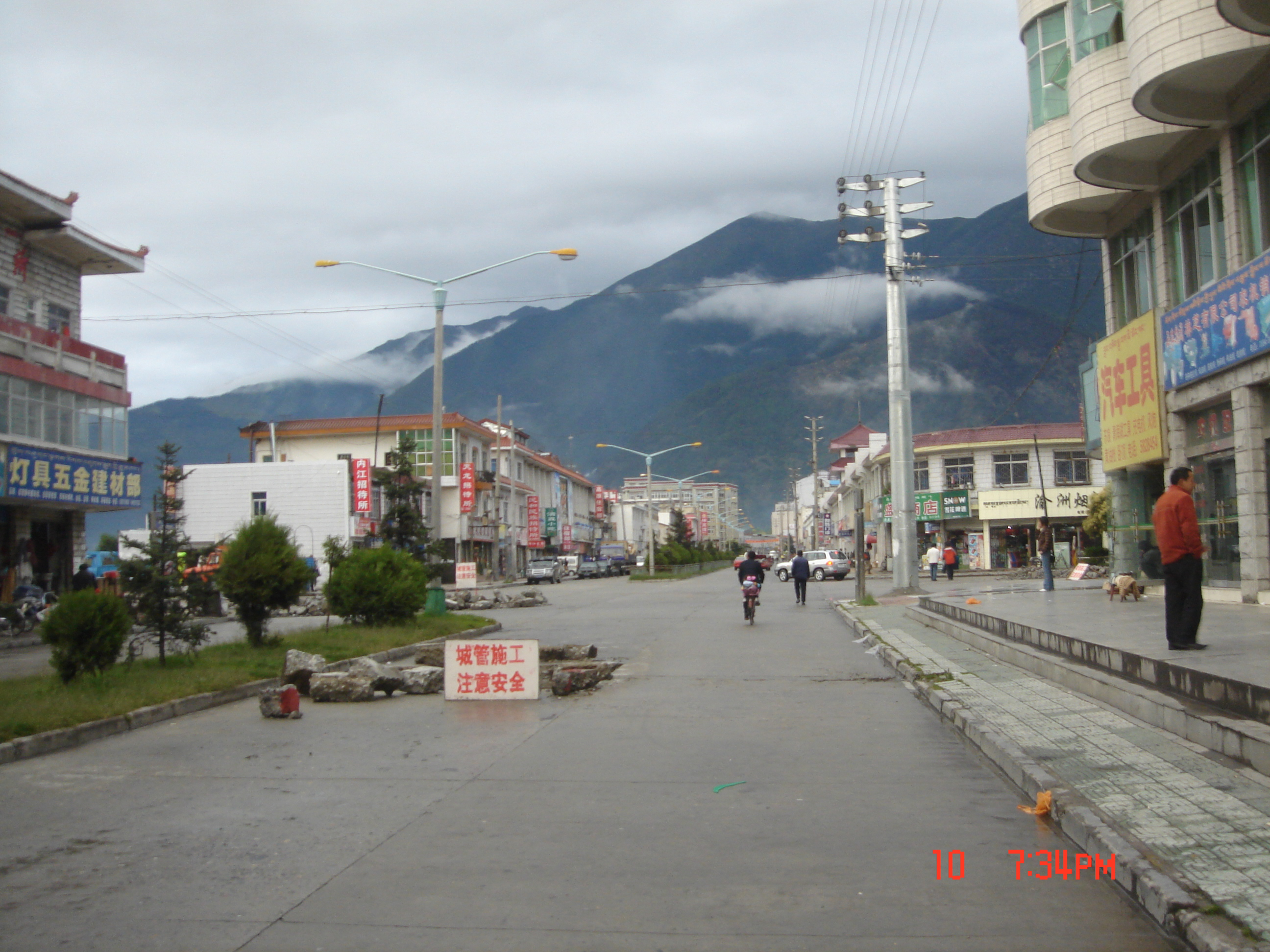
Bayi

Bayi (chinesisch 八一镇, Pinyin Bāyī Zhèn) ist eine Großgemeinde im Stadtbezirk Bayi der Stadt Nyingchi im Autonomen Gebiet Tibet der Volksrepublik China. Die Fläche beträgt 1.298 Quadratkilometer und die Einwohnerzahl 39.110 (Stand: Zensus 2020). Bayi ist Hauptort und Regierungssitz sowohl der Stadt wie auch des Stadtbezirks.
Der Name "Bayi" (八一,  bāyī), wörtlich: acht-eins, steht für den ersten Tag des achten Monats, also für den 1. August, den Jahrestag des Nanchang-Aufstands, der als der Gründungstag der Volksbefreiungsarmee gefeiert wird.